# Az Eastern Air Lines 401-es járatának katasztrófája
Az Eastern Airlines 401-es járata 1972.  december 29-én éjjel zuhant le a floridai Everglades Nemzeti Park területén.

## A baleset
A gép este 9 óra 20 perckor szállt fel a New Yorkban található John F. Kennedy nemzetközi repülőtérről és a floridai Miami nemzetközi repülőtér felé vette az irányt. A kapitány Robert Loft, a másodpilóta Albert Stockstill, a fedélzeti mérnök Donadeo Repo volt. 
Az út jelentősebb események nélkül telt el, az utasok nagy része szilveszterezni indult Miamiba, illetve hazaindult, hogy az év utolsó napját szeretteinél tölthesse. A gép éjjel fél 12 körül leszállni készült, de amikor a futóműveket kiengedték, az orrfutó jelzőfénye nem gyulladt ki. A személyzet a leszállópálya közvetlen közeléből felemelte a gépet, hogy megtegyenek egy kört 600 m magasságban és közben átgondolják a helyzetet. Úgy gondolták, a jelzőfény romlott el, ami Stockstill oldalán volt, azonban csak Loft felől lehetett kicserélni. Bekapcsolták a robotpilótát, hogy tartsa a magasságot 600 m-en. Közben Don Repo leereszkedett a kabinból nyíló „ördöglyukba”, hogy vizuálisan ellenőrizze az orrfutó helyzetét, mivel azonban a leszállófények nem voltak bekapcsolva, nem láthatott semmit. Visszament a pilótafülkébe és szólt a kapitánynak, hogy kapcsolja fel a leszállófényt. Amikor Loft kapitány hátrafordult, véletlenül meglökte a botkormányt, amitől a robotpilóta kikapcsolódott és a gép süllyedni kezdett. A robotpilóta továbbra is a 680 m-es magasságot jelezte, ezért a személyzet nem vette észre a közelgő bajt. Mivel a személyzet bajlódott a jelzőfény kicserélésével, egyre inkább idegesség uralkodott el rajtuk. A folytonos beszéd miatt nem hallották a földközelségre figyelmeztető hangot. A légi irányítás közben más gépekkel foglalkozott, ezért nem tudta értesíteni a pilótákat. A kapitány másodpercekkel a baleset előtt rádöbbent a helyzetre, de már késő volt: a gép a mocsárba csapódott. A túlélők szerencséjére a becsapódás után az üzemanyag nem robbant fel és a balesettől pár kilométerre egy békavadász kutatta a mocsárvilágot, aki azonnal elindult a helyszínre, s megkezdte a mentést, majd segítséget is hívott. Utólag kiderült, hogy az orrfutóval semmilyen probléma nem volt.

## Érdekességek
A baleset után a lezuhant repülőgép használható alkatrészeit más Eastern gépekbe szerelték be. Ezeken a gépeken több mint 20 alkalommal észlelték a kapitány és a fedélzeti mérnök szellemét, akik néha tanácsokat adtak a pilótáknak, vagy hibákra hívták fel a figyelmet. A jelenések hatására később kiszerelték a repülőkből ezeket az alkatrészeket.[forrás?]